# Samantha Maloney
Samantha Maloney, född 11 december 1975 i New York, är en amerikansk trumslagare, mest känd för sin medverkan i rockbanden Hole och Mötley Crüe. Hon har även bland annat spelat med Scarling., Eagles of Death Metal och Peaches.